# Брод (Црна Трава)
Брод је насеље у Србији у општини Црна Трава у Јабланичком округу. Према попису из 2022. било је 34 становника.
Налази се као у каквом уздужном басену кога образују планински врхови који као грбаве камиле каскају напоредо правцем југ- север. Источно од села простире се Плана (1358 м). Од северних ветрова заклања га Добропољска чука. Између Чемерника ( Дела и Чуке ) и Плане, у дубодолини, тече као кристал бистра планинска река Власина. У проширењу долине реке Власине лежи центар села Брод. Ово проширење је у ствари најлепша котлина у горњем сливу реке Власине. Надморска висина јој је 820 м. На удаљености пола и више часова хода од те котлине горе, по косама н долинама, играју шарено коло раштркана мала насеља села Брода.
Зову се:

- Рашине (37 к),

- Славујеве ј к 1.

- Дећеве (25 к),

- Маџаре,

- Којчини,

- Сировичине,

- Маркова Чука,

- Каракаши (18 к),

- Белчине (12 к),
- Пудине и др.

## Образовање и друштвени живот
По извештају из 1879. године још није започела делатност школа у Црној Трави, која је прекинула рад због рата. Та Црнотравска школа је била смештена у једној соби, неке приватне куће у чаршији и похађало ју је 10-15 ђака. Издржавали су је приходи црнотравске цркве и прилози грађана. Била је то школа старинског црквеног типа, не подељена на разреде, са домаћим учитељем који је добијао 1000 гроша годишње плате. Истом школом су се служиле до тада и општина Црнотравска и Бродска. Ђаци из Брода су се мучили, јер морали да путују сат и по до школе. Зато су тада мештани Брода тражили за себе засебну школу, у свом месту. Њихових 180 пореских глава имало је довољну аргументацију. Тада је судећи по попису био само један мушкарац у Броду.
Основна школа у овом месту датира из 1909 године. Помиње се 1910. године као привремен, изгледа и први учитељ Михаил Пухач (ту до 1912). Школски надзорник у Лесковцу је 1921. године предложио да се "као теже место" прогласи и школа у Броду. Просветни савет је подржао да школа добије статус "тежа школа прве категорије".
А 1931. године у Броду је уведено електрично осветљење, а нешто раније и телефон. Пре другог светског рата овде је поред школе и цркве, постојали су: централа, стругара, млин, 4 дућана и десетак кућа. После рата овде је изграћен Задружни дом, са пространом салом за свечаности, конференције и месну канцеларију.

## Предање о називу села
По предању и записима назив овоме селу проистиче из чињенице да је центар овога села био до скора неки саобраћајни чвор преко кога је ишло неколико трансверзалних саобраћајних линија, које су везивале долину Мораве и Струме, тј. солунски и велики цариградски друм и главна места на њима: Ниш и Лесковац са Трном, Софијом и Ћустендилом. Тај пут је прекинут постављањем граница. Кириџије, путници и остали су реку Власину прелазили (бродили) баш на месту где је данас центар села Брода. Отуда назив овоме центру по предању овај центар села је добио назив БРОД, а од овога се распространио на сва околна насеља села.
Риста Николић у својој академској расправи (ДР Јован Цвијић: Насеља српских земаља”, Београд, 1912.г.) на страни 15, пише:” Осим трговачке стоке кроз ову област гонили и “беглик”, стоку од Ниша и Лесковца за Цариград. Погон је био и код Брода и Црне Траве”.
На страни 38. истоимене књиге дословно је записано: “Стрезимировчани су обично на путу Власотинце имали конак у Броду”.
Успомене на “турске” путеве чувају се у народу (пут преко Дела и Чобанца, затим “Турска ливада” за пропланак крај старог пута који је водио преко Чобанца и Дела).
Места преко којих је водила главна саобраћајна линија, која је ишла преко централног дела Брода, зову се механе (Лопушке, Бистричке, Сименкове), и обезбеђења на истакнутим висовима преко којих је водио пут.страже (на Вучјој Рупи-Делу, на Плани и другим местима.

## Старине
На месту где је данас центар села Брод, било је неко латинско насеље, које је, изгледа насилнички уништено, те стога то место стари људи зову “Комбас” или “ “Римљанско поврљено гробље”.
На месту ге је центар (“Врачарске трешње”) било је скупно село са 67 кућа-кажу стари људи. У центру Брода постојало је огромно шљачиште (код чесме) говори о том скупном селу и овом рударском насељу.

## Историја села
Село Брод је било стална мета освајача. Изнад централнога дела овог села на тзв. Дећевском вису, чета турских војника извршила је огромна зверства над народом црнотравскога краја. На том истом месту и Бугарски освајачи и у Првом и у Другом светском рату извршили су највећа зверства и злочинства. Место на коме су Турци и бугарски освајачи убијали (истребљивали) људе, зове се Требежина, а стрми терен где су их мртве закопавали Мртвица.
Године 1879. пописан је Власотиначки срез, а у месту Броду било је следеће стање: у 125 кућа живело је 896 душа, писмен је био само један човек а број пореских глава износио је 191. Општину Бродску са седиштем у Броду (са више заселака) чинили су 1901. године још места: Дарковац са више заселака, и Добро Поље такође са више заселака. Парох Никола Шпаховски је 1938. направио хидроцентралу која је осветљавала већи део села и електрични млин.
Дана 15.марта 1943. године у насеље Деићеви дошли су злогласни капетани бугарске фашистичке војске Асен Тасев и Борис Горчилов (један батаљон војске и два вода полиције). Такорећи није било становника из целог црнотравског краја кога бугарски фашисти у другом светском рату нису доводили и тукли у Деићеву.
Тај планински засеок Деићево села Брод је појам за најезивије губилиште људи из овога краја. 960 људи из овога краја ова војска је интернирала, неколико хиљада мучила, одлазила у околна села и вршила пљачке, отимачине, силовања, убиства и паљења. Село Брод је дочекао крај бробе противу фашизма у другом светском рату(1941-1945.г.) са 74 пала борца, 180 деце ратне сирочади, 156 погинулих људи.
Ратна штета коју су Бугарски фашисти овом селу проузроковали процењена је на преко 32.000.000 ондашњих динара, рачунајући овде само непокретну имовину.

## Демографија
У насељу Брод живи 109 пунолетних становника, а просечна старост становништва износи 53,8 година (52,7 код мушкараца и 54,6 код жена). У насељу има 58 домаћинстава, а просечан број чланова по домаћинству је 2,10.
Ово насеље је великим делом насељено Србима (према попису из 2002. године), а у последња три пописа, примећен је пад у броју становника.
|  |

| Демографија | Демографија | Демографија |
| Година      | Становника  | Становника  |
| ----------- | ----------- | ----------- |
| 1948.       | 1.296       |             |
| 1953.       | 1.164       |             |
| 1961.       | 952         |             |
| 1971.       | 624         |             |
| 1981.       | 399         |             |
| 1991.       | 178         | 178         |
| 2002.       | 122         | 122         |
| 2011.       | 71          |             |
| 2022.       | 34          |             |

| Етнички састав према попису из 2002.‍ | Етнички састав према попису из 2002.‍ | Етнички састав према попису из 2002.‍ | Етнички састав према попису из 2002.‍ | Етнички састав према попису из 2002.‍ |
| ------------------------------------ | ------------------------------------ | ------------------------------------ | ------------------------------------ | ------------------------------------ |
|                                      |                                      |                                      |                                      |                                      |
| Срби                                 | Срби                                 |                                      | 117                                  | 95,90%                               |
| Руси                                 | Руси                                 |                                      | 2                                    | 1,63%                                |
| непознато                            | непознато                            |                                      | 3                                    | 2,45%                                |

| Година пописа     | 1948. | 1953. | 1961. | 1971. | 1981. | 1991. | 2002. |
| ----------------- | ----- | ----- | ----- | ----- | ----- | ----- | ----- |
| Број домаћинстава | 234   | 212   | 208   | 164   | 129   | 78    | 58    |

| Број чланова      | 1  | 2  | 3 | 4 | 5 | 6 | 7 | 8 | 9 | 10 и више | Просек |
| ----------------- | -- | -- | - | - | - | - | - | - | - | --------- | ------ |
| Број домаћинстава | 24 | 20 | 8 | 2 | 1 | 1 | 1 | 1 | 0 | 0         | 2,10   |

| Пол    | Укупно | Неожењен/Неудата | Ожењен/Удата | Удовац/Удовица | Разведен/Разведена | Непознато |
| ------ | ------ | ---------------- | ------------ | -------------- | ------------------ | --------- |
| Мушки  | 52     | 12               | 33           | 4              | 3                  | 0         |
| Женски | 58     | 13               | 30           | 13             | 2                  | 0         |
| УКУПНО | 110    | 25               | 63           | 17             | 5                  | 0         |

| Пол    | Укупно                    | Пољопривреда, лов и шумарство | Рибарство                            | Вађење руде и камена | Прерађивачка индустрија       |
| ------ | ------------------------- | ----------------------------- | ------------------------------------ | -------------------- | ----------------------------- |
| Мушки  | 10                        | 2                             | 0                                    | 0                    | 0                             |
| Женски | 2                         | 0                             | 0                                    | 0                    | 0                             |
| УКУПНО | 12                        | 2                             | 0                                    | 0                    | 0                             |
| Пол    | Производња и снабдевање   | Грађевинарство                | Трговина                             | Хотели и ресторани   | Саобраћај, складиштење и везе |
| Мушки  | 0                         | 7                             | 0                                    | 0                    | 0                             |
| Женски | 0                         | 1                             | 0                                    | 0                    | 0                             |
| УКУПНО | 0                         | 8                             | 0                                    | 0                    | 0                             |
| Пол    | Финансијско посредовање   | Некретнине                    | Државна управа и одбрана             | Образовање           | Здравствени и социјални рад   |
| Мушки  | 0                         | 0                             | 0                                    | 0                    | 1                             |
| Женски | 0                         | 0                             | 0                                    | 0                    | 0                             |
| УКУПНО | 0                         | 0                             | 0                                    | 0                    | 1                             |
| Пол    | Остале услужне активности | Приватна домаћинства          | Екстериторијалне организације и тела | Непознато            | Непознато                     |
| Мушки  | 0                         | 0                             | 0                                    | 0                    | 0                             |
| Женски | 0                         | 0                             | 0                                    | 1                    | 1                             |
| УКУПНО | 0                         | 0                             | 0                                    | 1                    | 1                             |